# Frank Tetauer
Frank Tetauer, vlastním jménem František Tetauer (30. března 1903 Karlín – 15. prosince 1954 Praha), byl český dramatik, spisovatel-prozaik, překladatel, esejista, divadelní a literární kritik.

## Život
Narodil se v Karlíně v rodině krejčího. V roce 1922 absolvoval reálné gymnázium v Praze a pokračoval ve studiu na Filosofické fakultě University Karlovy v Praze, kde byl žákem Viléma Mathesia a Václava Tilleho. Jeho oborem byla moderní literatura, středem zájmu pak především irská a angloamerická dramatická tvorba. Studijně navštívil Anglii, Francii a Německo. Školu ukončil úspěšně v roce 1926 závěrečnou prací „Filosofie Shawova díla dramatického a jeho předmluv“.
V dalších letech se věnoval především překladům a publicistické činnosti. Již jako student začal v roce 1923 publikovat v literární revui Apollon (tuto později i spoluredigoval), dále publikoval povídky, epigramy, úryvky z vlastních i přeložených dramat, literární a divadelní recenze a teoretické stati např. ve Studentském časopise, Lidových novinách, Panorámě, Hostu, Rozhledech po literatuře a umění, Literárních novinách, Listech pro umění a kritiku, Tribuně, Tvorbě, Právu lidu, Rozpravách Aventina, Lumíru, Městských divadlech pražských, Ročence Kruhu sólistů Městských divadel pražských, Národním a Stavovském divadle, aj. Od roku 1926 souběžně pracoval pro americké velvyslanectví v Praze jako tlumočník a překladatel. V polovině 30. let začal spolupracovat rovněž s rozhlasem, pro který překládal a upravoval hry např. G. B. Shawa, Eugene O'Neilla a dalších.
Spolupráce se spisovatelem a dramatikem Františkem Langerem jej přivedla do Městských divadel pražských (Divadlo na Královských Vinohradech a Komorní divadlo), kde začal působit od roku 1930 nejdříve jako lektor, od roku 1936 pak ve funkci dramaturga. Uváděl mnohé premiéry českých autorů, mj. Karla Čapka, Fráni Šrámka, Viktora Dyka, Františka Langra a významných klasiků světových, např. Williama Shakespeara, G. B. Shawa, Maxima Gorkého, Charlese Dickense, J. W. Goetha a dalších.
Od poloviny 30. let byla jeho vlastní dramatická tvorba uváděna nejen v Divadle na Vinohradech (zde převážně v režii Františka Salzera), ale i ve Stavovském a Národním divadle. V době okupace byl Němci zbaven funkce dramaturga , působil však dále jako lektor a podílel se významně na doplnění repertoáru o díla nových českých autorů, např. O. Scheinpflugové, Jana Drdy, Františka Kožíka, Jana Porta, a jiných.
Po 2. světové válce se zabýval především překladatelskou a spisovatelskou činností. V roce 1947 se podílel na ustavení dramatické sekce Syndikátu českých spisovatelů, od roku 1950 pracoval pro Československé divadelní a literární jednatelství (Dilia) jako divadelní expert a lektor. Po válce publikoval v denním a odborném tisku, např. v Lidových novinách, Mladé frontě, Práci, Divadle, Lidovém divadle, My 47 apod. Při publikační činnosti používal pseudonymů a šifer Frank Auer, Václav Řada, Josef Schwarz, Josef Vydral, F. T., -ft-, f, -er-.

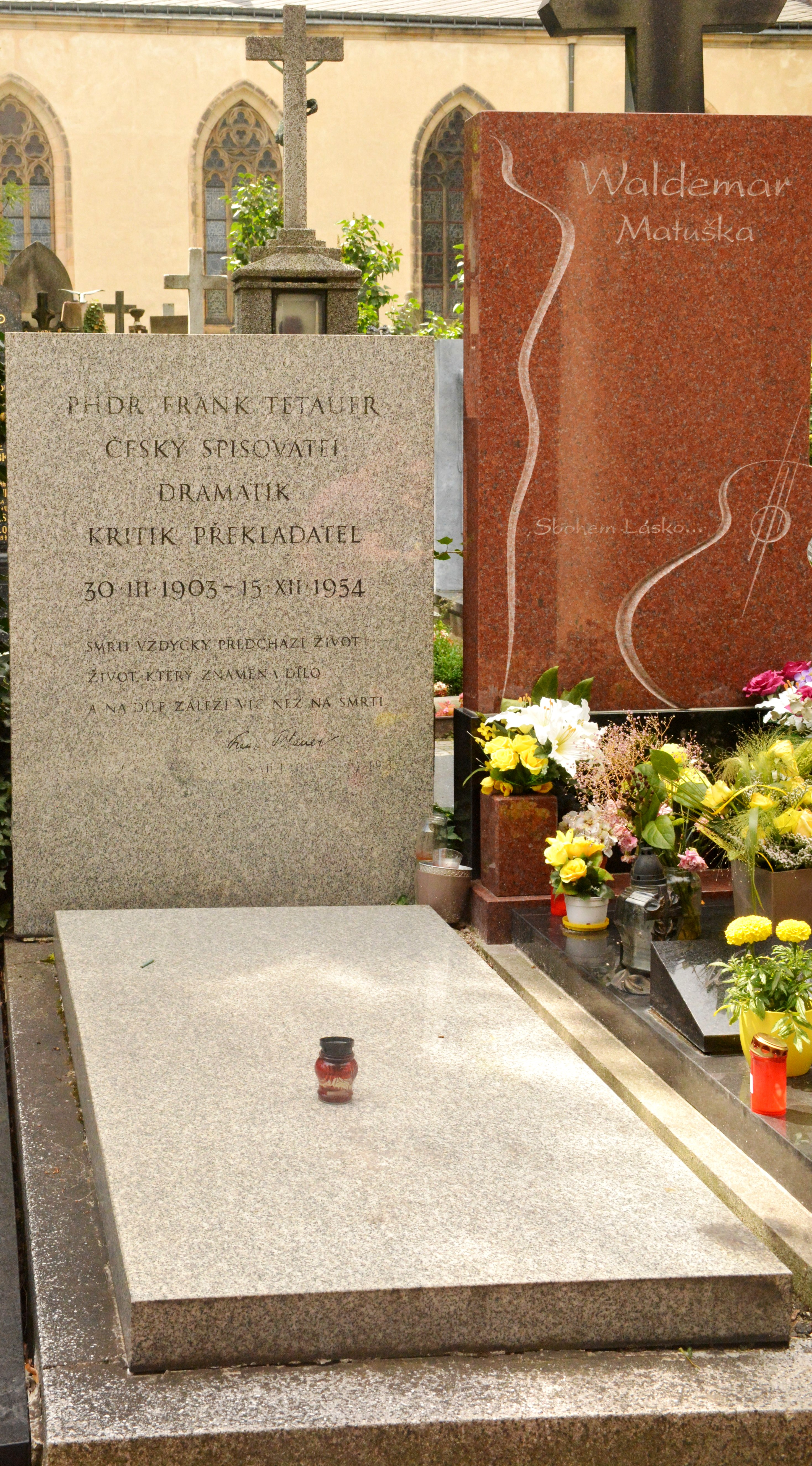
Hrob na pražském Vyšehradském hřbitově

Je pochován na Vyšehradském hřbitově v Praze.

## Citát
| „                        | Patrně se Tetauer toužíval stát dramatikem své generace a svým způsobem se jím také stal; způsobem hbitého dramatického glosátora jejich časových zájmů. Vystoupil na scénu jako dramatik poněkud ostýchavě, ale mžikem tu zdomácněl....Uvádíme-li při Tetauerovi dvě světová dramatická jména O’Neilla amerického a Shawa anglického, říkáme hned jednak, že se jako dramaturg a překladatel zasloužil o jejich poznání u nás a potom, že se u nich učil. | “ |
| — Antonín Martin Brousil | |   |

## Překlady, výběr
- 1915 George Bernard Shaw: Svatá Jana
- 1925 Eugene O'Neill: V ponorkovém pásmu
- 1927 Eugene O’Neill: Anna Christie
- 1928 Eugene O’Neill: Velký bůh Brown
- 1930 Eugene O’Neill: Milionový Marco
- 1934 Oscar Wilde: Ideální manžel
- 1935 F. Jackson: Škola manželů
- 1935 Eugene O’Neill: Pramen věčného mládí
- 1938 E. Rice: Postranní ulice
- 1940 George Bernard Shaw: Milionářka
- 1944 William Shakespeare: Mnoho povyku pro nic

## Vlastní divadelní hry, výběr (uveden rok premiéry)
- 1934 Evino nedůstojné povolání, Komorní divadlo, režie Gabriel Hart
- 1935 Veřejný nepřítel, Stavovské divadlo, režie Jiří Frejka
- 1936 Diagnosa, Komorní divadlo, režie František Salzer
- 1937 Svět, který stvoříš, Národní divadlo/Stavovské divadlo, režie Aleš Podhorský
- 1938 Milostná mámení, Komorní divadlo, režie František Salzer
- 1939 Ztracená tvář, Prozatímní divadlo, režie Vojta Novák
- 1940 Člověk nemá jen sebe, Komorní divadlo, režie František Salzer
- 1940 Život není sen, Komorní divadlo, režie František Salzer
- 1941 Zpovědník, Národní divadlo/Prozatímní divadlo, režie Aleš Podhorský
- 1942 Úsměvy a kordy, Městské divadlo, režie František Salzer
- 1955 Don Manuel a Marie Luisa, Komorní divadlo, režie Bedřich Vrbský

## Dramatizace děl jiných autorů, výběr
- 1933 Emil Vachek: Krev nevolá o pomstu (uvedeno v premiéře v roce 1935 ve Vinohradském divadle v režii Jana Bora)

## Vlastní rozhlasové hry, výběr
- 1947 Východní kampaň
- 1948 Vlajky v plamenech
- 1950 Vítěz nad Bonapartem
- 1950 Svítání v Kalifornii

## Vlastní literární díla, výběr
- 1929 Shaw, ideologie a dramatika
- 1940 Zápas draků
- 1943 Znamení býka
- 1947 Sedmero zástav